# Elmar Gutmann
Elmar Gutmann (* 14. Januar 1952 in Staufen im Breisgau) ist ein deutscher Musiker, Schauspieler und Synchronsprecher.
Als Kind lernte Gutmann Trompete. Später absolvierte er von 1973 bis 1976 eine Ausbildung an der Fritz-Kirchhoff-Schauspielschule in Berlin. Gutmann war über viele Jahre Schauspieler bei der Theatermanufaktur Berlin, danach beim Grips-Theater. Von 1996 bis 2019 war er festes Mitglied der Musikgruppe 17 Hippies, mit denen er weltweit über 2000 Konzerte gegeben hat. Zu seinen bekanntesten Sprechrollen zählen die des Mike Giardello in der US-Krimiserie  Homicide, des Samson in der Zeichentrickserie Chip & Chap und die des Mr. Satan in der Animeserie Dragonball Z. In der Animeserie Detektiv Conan spricht er den Polizisten Tomé.
Zurzeit lebt Elmar Gutmann in Berlin.

## Synchronrollen (Auswahl)
Daisuke Gōri
- 1995: Dragon Ball Z – Der Film: Drachenfaust als Mr. Satan
- 2001–2002: Dragon Ball Z als Mr. Satan
- 2006: Dragon Ball GT als Mr. Satan

### Filme
- 1998: Für Stephen Pearlman in Der Pferdeflüsterer als David Gottschalk
- 1999: Für Alan Ladd in Tote tragen keine Karos als Kammerjäger
- 2003: Für Patrick Culliton in Flammendes Inferno als Techniker
- 2007: Für Abraham Benrubi in Robot Chicken: Star Wars als Darth Vader
- 2012: Für Yves Jacques in Asterix & Obelix – Im Auftrag Ihrer Majestät als Cäsars Psychiater
- 2013: Für Gary Zahakos in American Hustle als Abgeordneter Keshoygan
- 2015: Für Fred Tatasciore in Kung Fu Panda 3 als Meister Bär

### Serien
- 1991–1992: Für Peter Cullen und Jim Cummings in Chip und Chap – Die Ritter des Rechts als Samson
- 2002: Für Stephen King in Stephen Kings Haus der Verdammnis als Pizzalieferant
- 2005: Für Michael Bailey Smith in Desperate Housewives als Bob
- 2014–2018: Für Tom Baker in Star Wars Rebels als Bendu
- 2016: Für Masahiko Tanaka in Attack on Titan als Dot Pixis
- seit 2020: Für Mugihito in Dr. Stone als Kaseki

## Filmografie (Auswahl)
- 1986: Der Prinz (Fernsehfilm)
- 1990: Spreepiraten (Fernsehserie, zwei Folgen)
- 1990: Ein Heim für Tiere (Fernsehserie, vier Folgen)
- 1997: Strong Shit (Fernsehfilm)
- 2000: Alaska.de
- 2016: Der mit dem Schlag (Fernsehfilm)
- 2016: Route B96 (Kurzfilm)
- 2019: O Beautiful Night
- 2021: Fabian oder Der Gang vor die Hunde
- 2022: In aller Freundschaft – Die jungen Ärzte (Fernsehserie, Folge Kleines Herz)
- 2022: Tatort: Die Blicke der Anderen (Fernsehreihe)
- 2022: SOKO Potsdam (Fernsehserie, Folge Einmal Schlaatz, immer Schlaatz)
- 2022: SOKO Wismar (Fernsehserie, Folge Hemingways Bauch)
- 2023: Merz gegen Merz – Hochzeiten (Fernsehfilm)
- 2024: Feuerwehrfrauen: Phönix aus der Asche (Fernsehreihe)
- 2024: Feuerwehrfrauen: Heim gesucht (Fernsehreihe)
- 2025: Spuren (Miniserie)